# 光照寺 (調布市)
光照寺（こうしょうじ）は、東京都調布市にある浄土宗の寺院。

## 歴史
1598年（慶長3年）、讃誉寿哲によって開山された。武蔵国橘樹郡小机村（現・神奈川県横浜市港北区小机町）の泉谷寺の末寺として創建された。なお、有力檀家の鴨志田家は武蔵国都筑郡鴨志田村（現・神奈川県横浜市青葉区鴨志田町）の出身であることから、鴨志田家の先祖が鴨志田村から武蔵国多摩郡柴崎村（現・東京都調布市柴崎）に移住した際に、何らかの縁で泉谷寺の末寺として創建されたものと推測される。
明治初期の火災で記録を失い、しばらくは無住（住職不在）であったが、1973年（昭和48年）に浄土宗開宗八百年記念事業として本堂が再建された。

## 交通アクセス
- 柴崎駅より徒歩9分。